# 第十一次伊松佐河之役
第十一次伊松佐河之役（Eleventh Battle of the Isonzo），是第一次世界大战期间，伊松佐河战役中的一部分。
1917年8月18日至9月15日，意大利陆军总司令、陆军元帅卡多爾納集結51個師的兵力、5,300門火炮，發起第十一次戰役。奧軍統帥部急調11個師的兵力增援第5集團軍。意大利第2集團軍對巴因西扎高地實施主要突擊，第3集團軍在戈里齊亞至海濱之間實施輔助突擊。8月19日，意第2集團軍所屬第24、第27軍強渡伊松佐河，突破奧軍三道防線，推進10公里，佔領具有戰略價值的巴因西扎高地，後因傷亡太大，炮兵和後勤補給困難，被迫於8月29日停止進攻。
意第3集團軍雖有協約國和聯合艦隊的艦炮支援，但被奧軍左翼所阻。9月4日，奧軍發起反擊未果。此戰共造成意大利軍損失16.7萬人，奧軍傷亡也慘重，僅被俘即超過3萬人，最後被迫求援於德国。